# Léon Carré

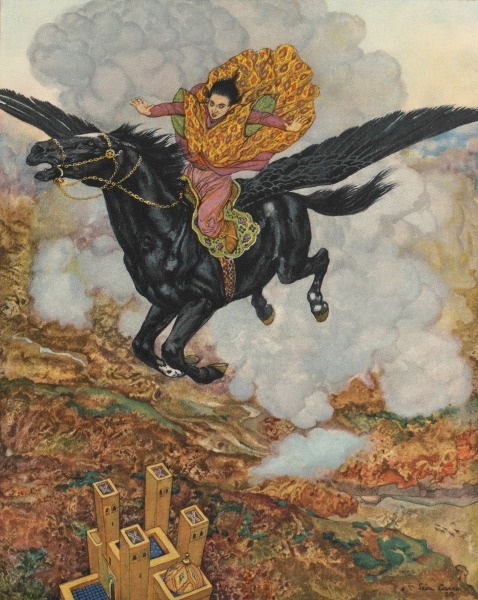
Léon Carré - Illustrazione per Le mille e una notte, 1926

Léon Carré (Granville, 23 giugno 1878 – Algeri, 2 dicembre 1942) è stato un pittore e illustratore francese.

## Biografia
Léon-Georges-Jean-Baptiste Carré entrò all'École des Beaux-Arts di Rennes, e l'11 marzo 1896 si iscrisse all'École des Beaux-Arts di Parigi anche grazie a Léon Bonnat del quale frequentò le lezioni. Frequentò anche le lezioni di Luc-Olivier Merson.
Léon Carré espose le sue opere al Salon des artistes français nel 1900 e poi, dal 1905, al Salon des indépendants.
Nel 1907 fece il suo primo viaggio in Algeria. Espose anche al Salon de la Société nationale des beaux-arts a partire dal 1911 e al Salon d'automne.
Nel 1909 vinse la borsa di studio Villa Abd-el-Tif e si stabilì ad Algeri. Pittore orientalista, utilizzava i colori a olio, la tempera e i pastelli.
Nel 1927, Léon Carré contribuì alla decorazione del transatlantico Île-de-France per la Compagnie Transatlantique, e disegnò numerosi manifesti per la Compagnie PLM (compreso quello per il centenario dell'Algeria del 1930). Disegnò anche la banconota da 50 franchi della Banca d'Algeria emessa nel 1942.
Nel 1935, pubblicò le illustrazioni per il racconto di Paul Wenz, L'homme qui resta debout, nel numero speciale di Natale de L'Illustration.
Si sposò con la pittrice Ketty Carré, nata Anne-Marie Lederer (1882-1964).
Léon Carré si firmò anche con lo pseudonimo L. Georges o Léon Georges per i suoi contributi a L'Assiette au beurre e Le Rire.

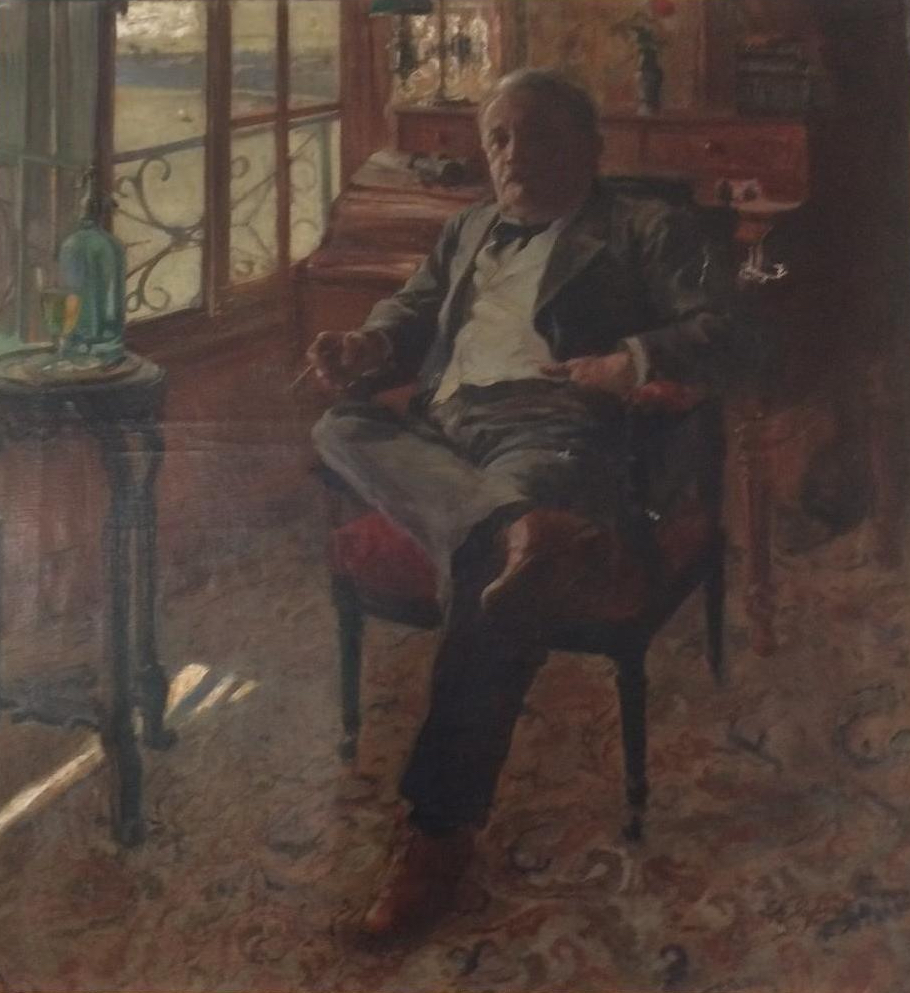
Ritratto di Lucien Dior

## Collezioni pubbliche
In Algeria
- Algeri:
  - Hôtel de ville : decorazioni delle pareti.
  - Musée national des beaux-arts d'Alger: 
    - Paysage du Sahel ;
    - Halte de militaires.

  - Palais d'été : décorations murales.
- Orano :
  - Musée national Zabana d'Oran

In Francia
- Parigi :
  - Musée d'Orsay : 
    - Collezione di 28 disegni in un unico quadro ;
    - Le Thé dans le jardin ;

  - Musée national d'art moderne: opera della collezione di David Darmon.

## Opere illustrate
- Leconte de Lisle, Poèmes barbares, edito da Jean Borderel, 1911.
- Le mille e una notte, traduzione con testo a fronte di Joseph-Charles Mardrus, illustrazioni di Léon Carré, decorazioni e abbellimenti di Mohammed Racim, 12 volumes, edito da Henri Piazza, 1926-1932.